# Ishite-ji

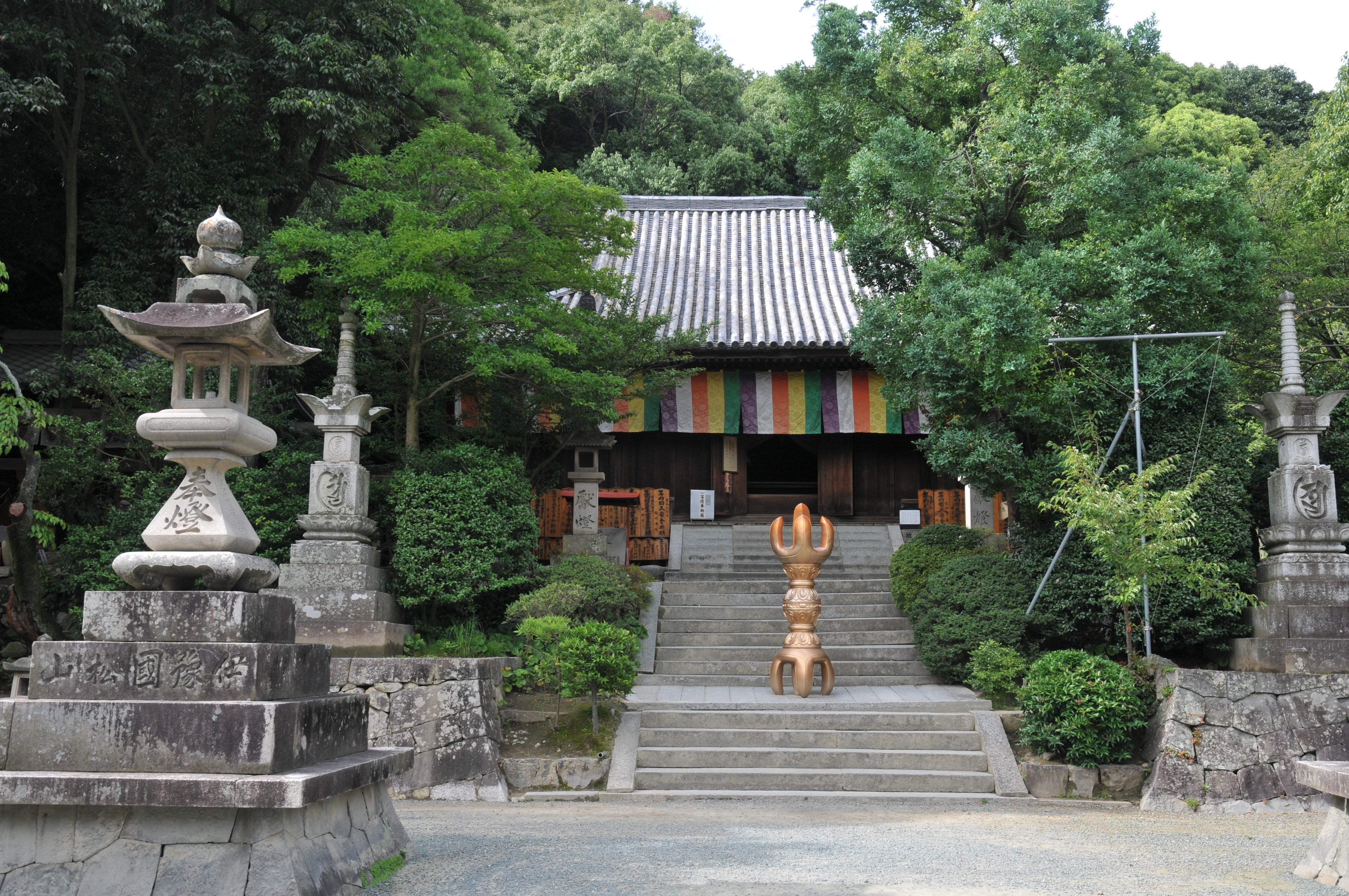
Blick auf die Haupthalle

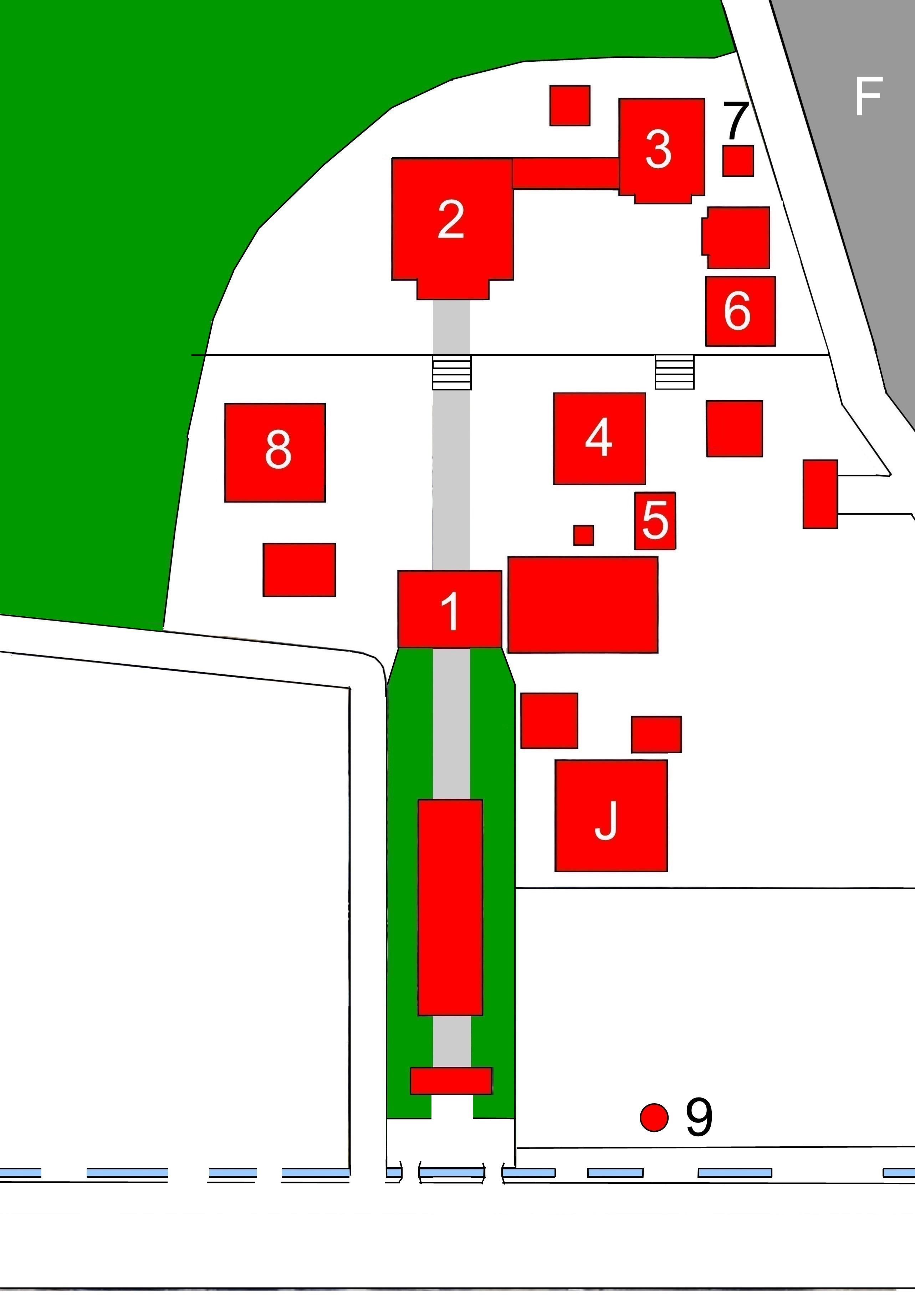
Plan des Tempels (s. Text)

Der Ishite-ji (japanisch 石手寺) mit dem Bergnamen Kumanosan (熊野山) und dem Untertempelnamen Kokūzō-in (虚空蔵院) ist ein Tempel des Buzan-Zweigs (豊山派 Buzan-ha) der Shingon-Richtung des Buddhismus in der Stadt Matsuyama, Japan. Er ist der 51. Tempel auf dem Shikoku-Pilgerweg.

## Geschichte
Der Überlieferung nach soll der Tempel im Jahr 728 auf Wunsch des Kaisers Shōmu errichtet worden sein. Ursprünglich soll der Tempel Anyō-ji (安養寺) geheißen haben und hatte dann ab 813 den heutigen Namen Ishite-ji.

## Anlage
Man betritt den Tempel durch einen überdeckten Gang. An dessen Ende befindet sich das
- Tempeltor Niō-mon (仁王門; 1 auf dem Plan), das als Nationalschatz registriert ist. Es stammt aus dem Jahr 1318, hat ein Sattelwalmdach, das mit Ziegeln gedeckt ist und zeigt einen altjapanischen Stil. Zwischen den horizontalen Balken im mittleren Durchgang dient ein „Krötenbauch“ (蟇股 Kaerumata) als Zwischenstütze. Die beiden Tempelwächter (金剛力士 Kongō rikishi) sind als Kulturgut der Präfektur registriert.
- Die Haupthalle (本堂, Hondō; Wichtiges Kulturgut Japans, im Folgenden mit ◎ gekennzeichnet; 2) voraus stammt aus der mittleren Kamakura-Zeit. Sie ist im sogenannten japanischen Stil ausgeführt, hat ein vereinfachtes Sattelwalmdach, das mit Ziegeln gedeckt ist.
- Die Daishidō (大師堂; 3), die Halle, die dem Tempelgründer gewidmet ist, steht rechts von der Haupthalle und ist mit dieser mit einem Gang verbunden.
- Die „dreistöckige Pagode“ (三重塔 Sanjū-no-tō; 4) steht rechts von der Haupthalle. Sie ist 24,1 m hoch und ist mit Ziegeln gedeckt. Die Grundstruktur folgt ebenfalls dem japanischen Stil, aber ihre Tragebalken zeigen zum Teil Merkmale des Daibutsu-Stils.
- Der Glockenturm (鐘楼 Shōrō; 5) stammt aus dem Jahr 1333. Er besitzt ein ausladendes Sattelwalmdach, das mit Schindeln gedeckt ist. Die Tempelglocke (梵鐘 Bonshō; ◎) wurde 1251 gegossen.
- Die „Goma-Halle“ (護摩堂 -dō; ◎; 6) hat einen quadratischen Grundriss und ist mit Kupferblech gedeckt. Sie stammt aus der Muromachi-Zeit.
- Die „Kariteimo-Gebetsstätte“ (訶梨帝母天堂 Kariteimo-tendō; ◎; 7), in der die Heilige Kariteimo, eine Art Maria mit Kind, verehrt wird, befindet sich an der Nordostecke des Tempelgeländes. Im Volksmund wird sie, die Schwangeren zur glücklichen Geburt verhilft, „Heilige Kishimojin“ (鬼子母神) genannt. Die kleine, nur ein Ken, also etwa 0,6 × 1,50 m breite Gebetsstätte ist mit Zedernschindeln gedeckt und im sogenannten „Misedana-Stil“ (見世棚造 -zukuri) errichtet.[1]
- Auf der westlichen Seite steht die „Amida-Halle“ (阿弥陀堂 -dō; 8) und unten an der Straße eine Steinstupa (五輪塔 Gorintō; ◎; 9). Im Südosten schließt sich der Untertempel Jizō-in (地蔵院) an, im Nordosten der Friedhof (F).

## Schätze des Tempels
Im Osten des Geländes befindet sich das Schatzhaus, das Objekte und Bilder aufbewahrt, die teilweise als wichtiges Kulturgut der Präfektur registriert sind.

## Bilder

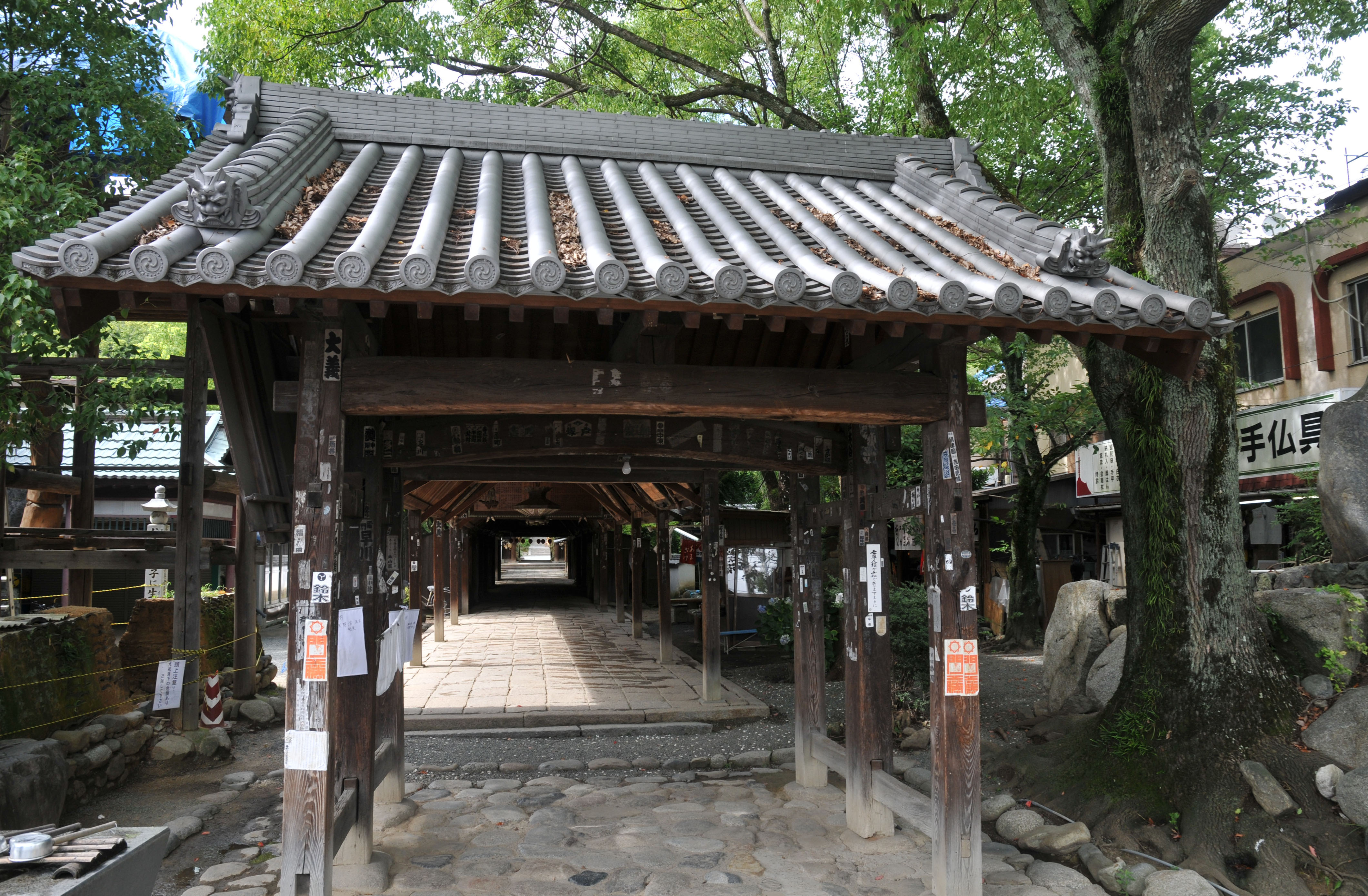
Eingangstunnel
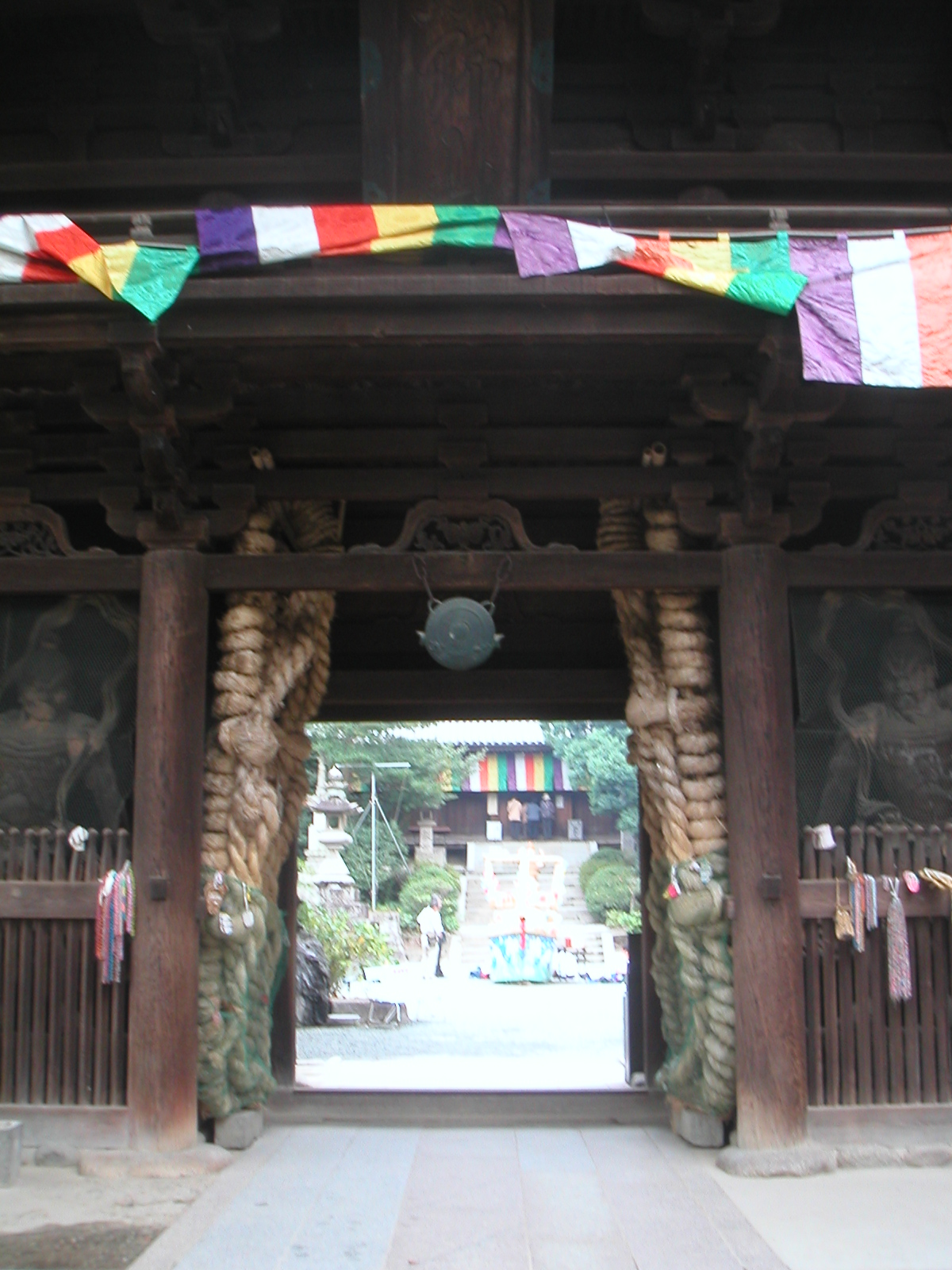
Tempeltor
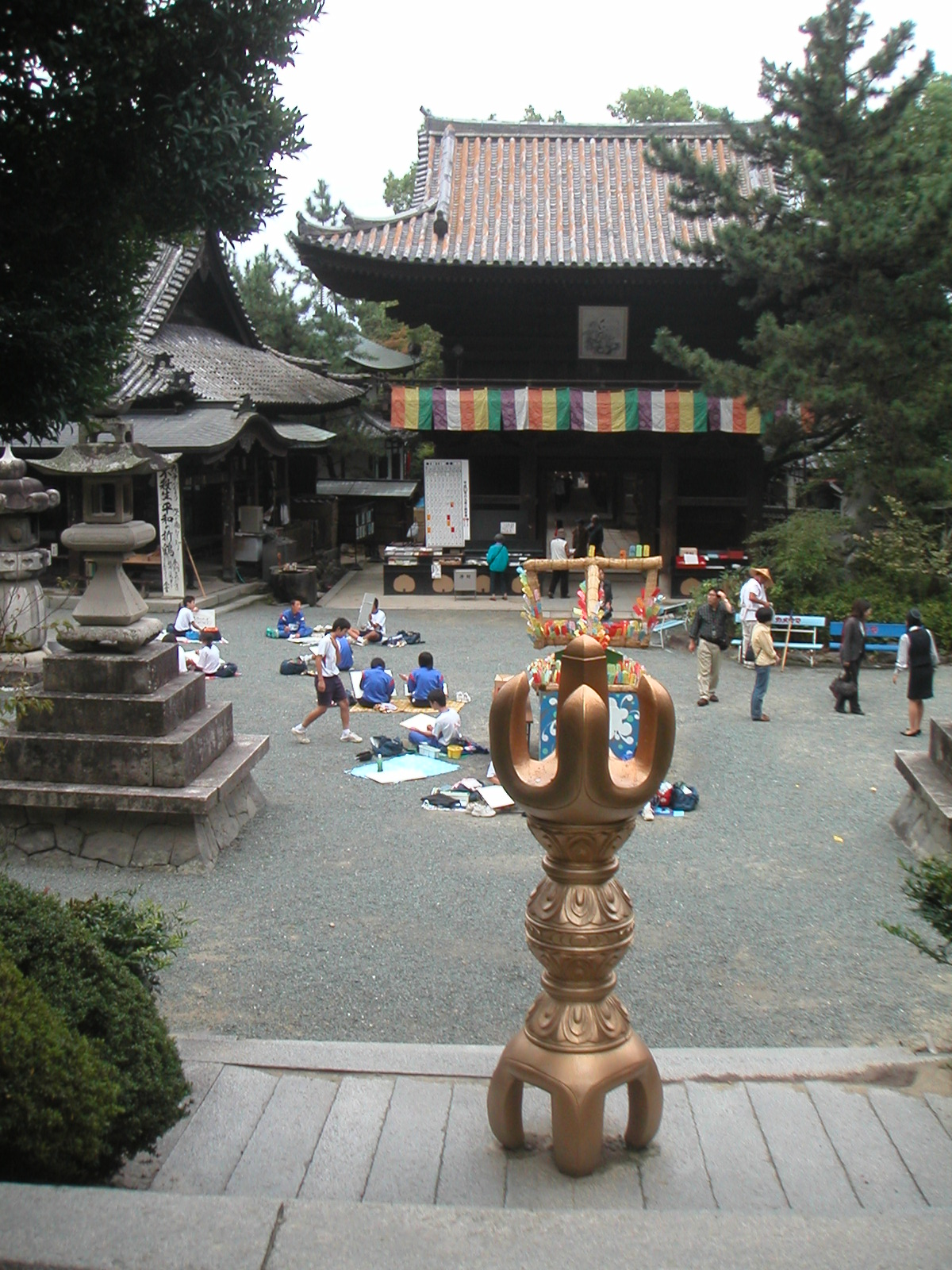
Blick von innen zum Tempeltor
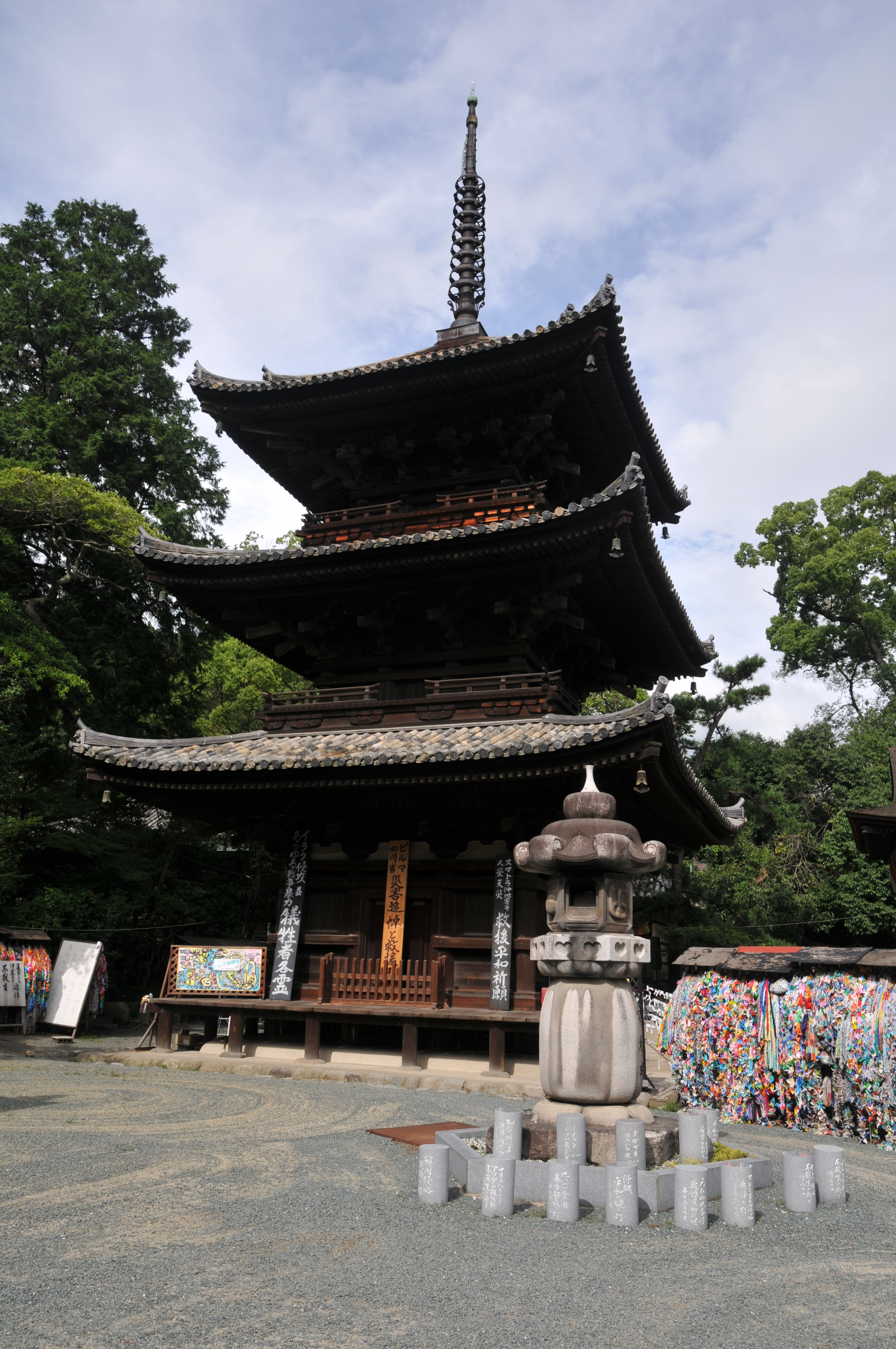
Dreistöckige Pagode
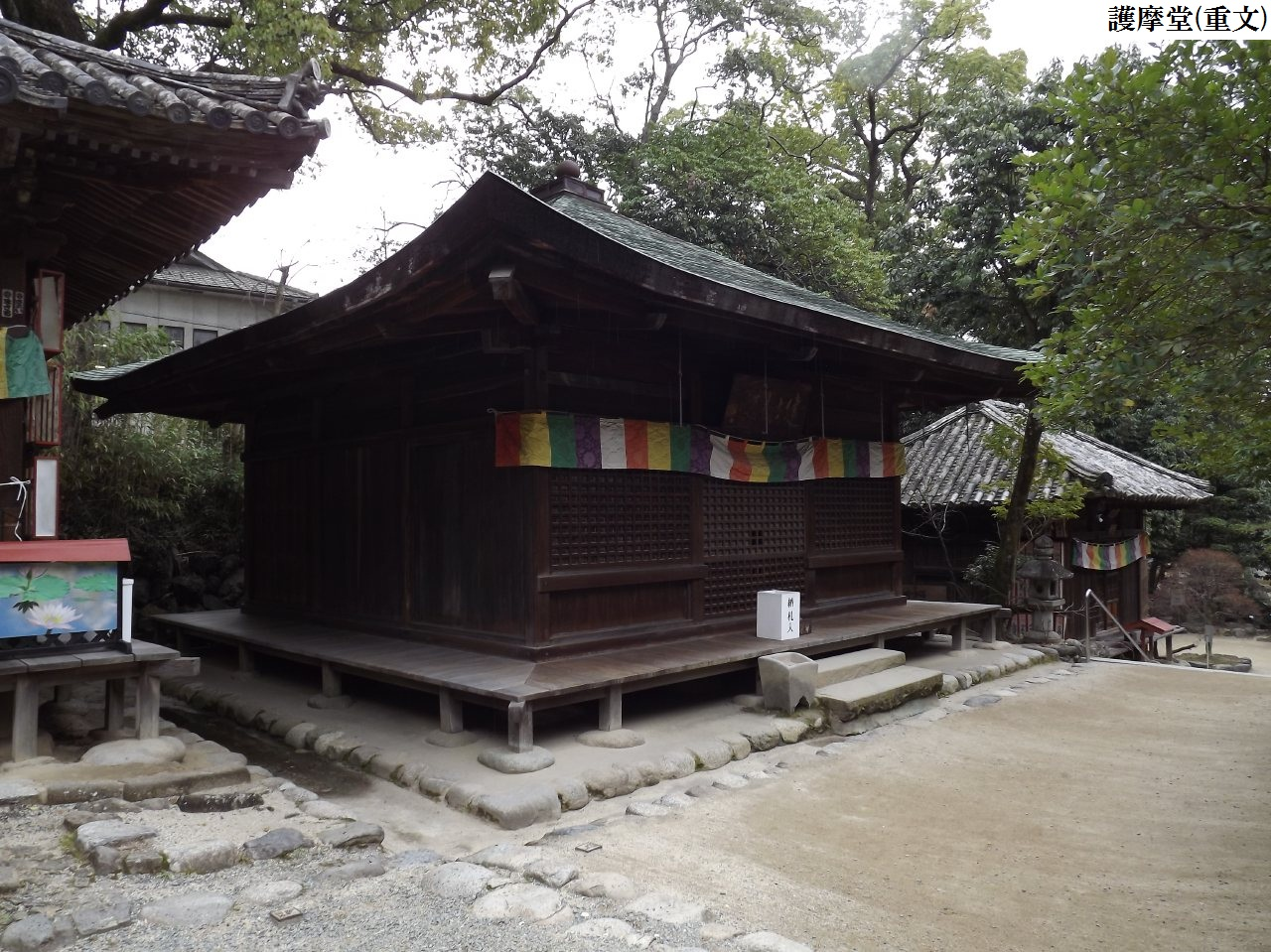
Goma-Halle
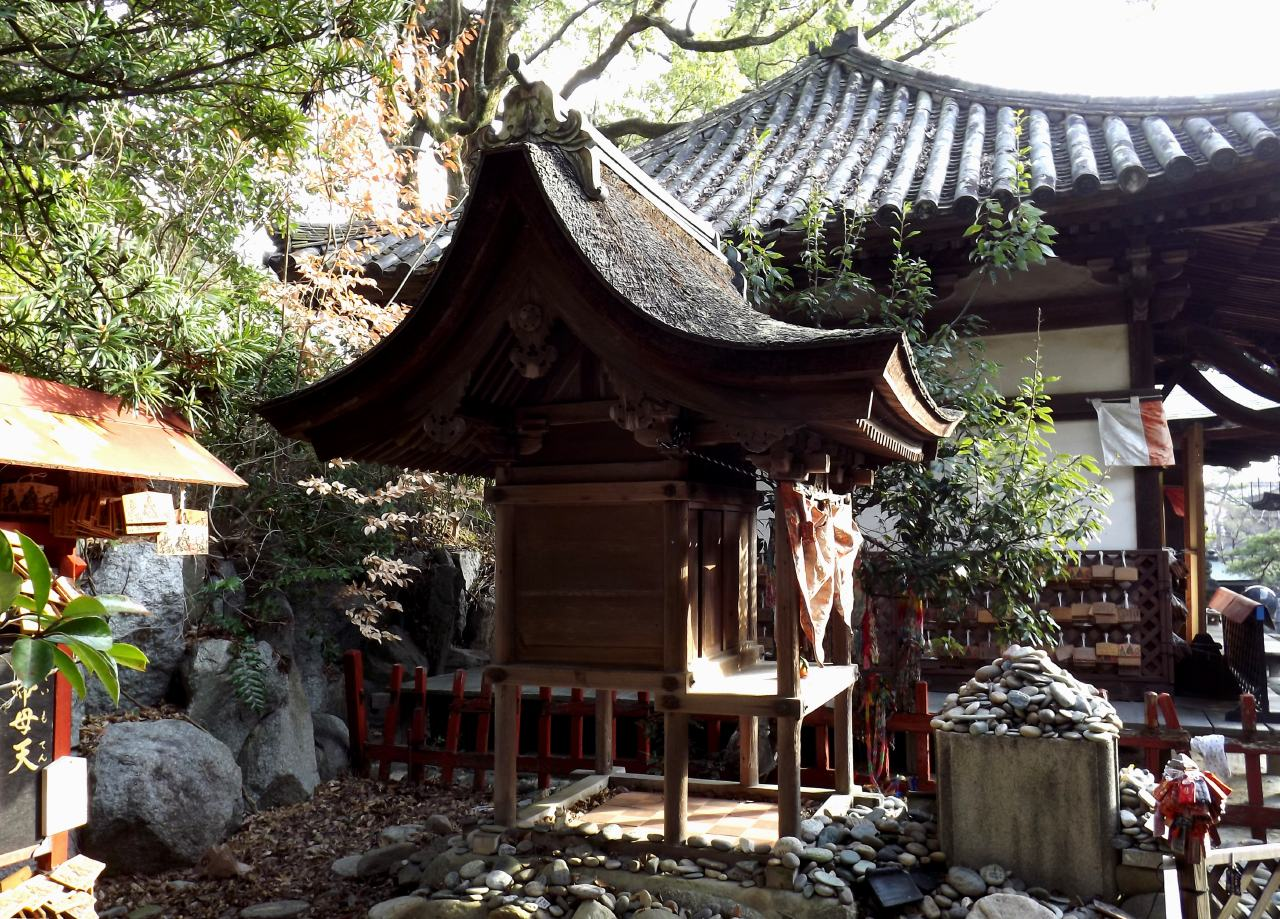
Kariteimo-Gebetsstätte